# Xã Sutton, Quận Meigs, Ohio
Xã Sutton (tiếng Anh: Sutton Township) là một xã thuộc quận Meigs, tiểu bang Ohio, Hoa Kỳ. Năm 2010, dân số của xã này là 3.140 người.